# Метамизол натрия
Метамизо́л на́трия (новолат. Metamizol natrii, Metamizol magnesium, Metamizole sodium, в постсоветских странах более известен как «анальги́н») — один из самых сильных неопиоидных анальгетиков, используемый как в медицине, так и в ветеринарии. В некоторых случаях это средство до сих пор неправильно классифицируется как нестероидное противовоспалительное средство (НПВС). Метамизол является пролекарством, которое спонтанно распадается после перорального приема на структурно родственные соединения пиразолона. Помимо болеутоляющего действия, препарат обладает жаропонижающим и спазмолитическим действием. Во многих странах выведен из оборота в связи с риском развития агранулоцитоза, хотя более поздние анализы показали, что риск агранулоцитоза, вызванного метамизолом, преувеличен.

## История
Синтезирован Людвигом Кнорром в 1920 году для компании Hoechst. Впервые был запатентован и использован в Германии в 1922 году под брендом «Новальгин», и в течение многих лет он был доступен без рецепта в большинстве стран, пока его токсичность не стала очевидной.
В ряде стран Европейского союза, включая Швецию (с 1972 года), а также в США (с 1977 года), Японии и Австралии метамизол был запрещён из-за побочных эффектов, главным образом — из-за риска агранулоцитоза. В 1970-е годы, когда начали появляться запреты на применение этого препарата, оценка риска возникновения агранулоцитоза была существенно завышена. Сегодня риск возникновения этого осложнения оценивается в менее чем 0,2 случая на миллион человеко-дней использования. Результаты исследований in vitro демонстрируют, что миелотоксичность метамизола не выше, чем у диклофенака или ацетилсалициловой кислоты.
В 2002 году было опубликовано исследование, авторы которого утверждали об относительно высоком риске агранулоцитоза, но результаты этого исследования не воспроизводятся у других авторов. Само исследование вызывает серьёзные сомнения в его качестве из-за крайне малой выборки и специфического отбора пациентов, принимавших метамизол натрия месяцами и годами без перерыва. При повторном анализе исходных данных получается, что анальгин — один из самых безопасных противовоспалительных препаратов, но в любом случае использованных авторами данных недостаточно для каких бы то ни было выводов.
Метаанализы, проведённые в 2015 и 2016 годах, показали отсутствие связи агранулоцитоза с приёмом анальгина.
В Германии метамизол отпускается только по рецепту врача. В России с 2009 года метамизол исключён из перечня жизненно необходимых и важнейших лекарственных препаратов, но сохранён в свободной продаже и в государственных стандартах оказания скорой медицинской помощи по многим заболеваниям, например при лихорадке у детей, травмах, стенозе гортани, пневмонии, почечной колике и т. д. Препарат продаётся под именами дженериков: «Анальгин», «Андипал», «Баралгин», «Брал», «Максиган», «Ревалгин ТАБС», «Седальгин», «Спазган», «Спазмолгон», «Спазмалин», «Спазмофарм», «Спазмоблок», «Темпалгин», «Тринальгин».

## Применение в лечебной практике

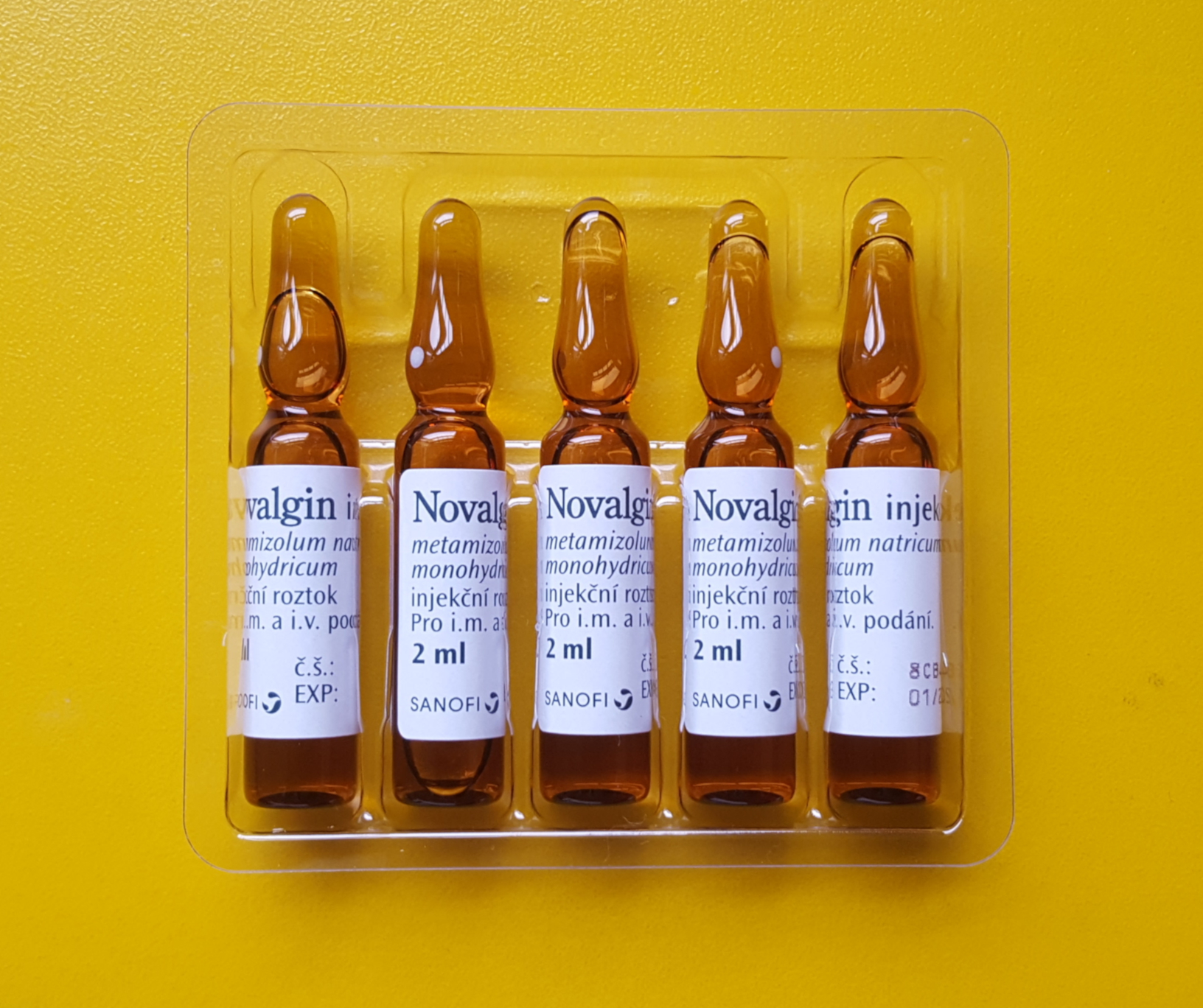
Метамизол (Новальгин) в ампулах

Неопиоидные анальгетики представляют собой наиболее популярную во всем мире группу препаратов, обычно применяемых для лечения острых и хронических болевых состояний. За последние годы они приобрели популярность как лекарство для облегчения послеоперационной боли; используется отдельно для купирования легкой и умеренной боли, но, что еще более важно, как компонент мультимодальной анальгезии (Schug and Manopas 2007). Очень хорошие эффекты были достигнуты при лечении острой боли с использованием метамизола в сочетании с НПВП, включая кетопрофен (Oberhofer et al., 2005) или с опиоидными анальгетиками (López-Munioz et al., 2008, Baumgartner et al., 2009). Эффективность метамизола при лечении послеоперационной боли была подтверждена в исследованиях, проведенных на людях (Edwards et al., 2001, Chaparro et al., 2012) и на животных (Imagawa et al., 2011).
Лечение послеоперационной боли
Единичная доза анальгина в дозе 500 мг обеспечивала эффективное облегчение боли (50 % или более снижение боли в течение четырёх-шести часов) для 7 из 10 (70 %) участников, по сравнению с 3 из 10 (30 %) с плацебо (пять исследований, 288 участников сравнения, умеренные доказательства качества), а меньшее количество участников нуждаются в дополнительных болеутоляющих средствах в течение четырёх-шести часов (7 % с дипироном, 34 % с плацебо, четыре исследования, 248 участников, данные низкого качества).
Слишком мало данных для сравнения анальгина непосредственно с другими обезболивающими средствами.
Недостаточно информации для выводов о других дозах и способах использования анальгина в этих исследованиях или о количестве людей, которые имели побочные эффекты. В исследованиях не сообщалось о серьёзных побочных эффектах или о выходе людей из исследований из-за побочных эффектов, хотя не все исследования предоставили информацию об этих результатах.

## Фармакология
Относится к группе неопиоидных анальгетиков производных пиразолона. Хотя метамизол успешно применяется уже более 100 лет, механизм его действия до конца не выяснен. Механизм его обезболивающего действия сложен и, скорее всего, эффект достигается как за счёт действия ЦОГ-3 (в отличие от НПВС), так и за счёт воздействия на опиоидергическую систему и каннабиноидную систему. Переосмыслению механизмов действия этого лекарства способствовало открытие изоформ циклооксигеназы. Согласно имеющимся источникам, метамизол действует как болеутоляющее, блокируя ЦОГ-3. На этот механизм, например, указывают результаты, полученные Chandrasekharan et al. (2002), когда пришли к выводу, что метамизол, подобно ацетаминофену, фенацетину или антипирину, оказывает ингибирующее действие на активность ЦОГ-3 в мозге собаки. ЦОГ-3 представляет собой вариант сплайсинга ЦОГ-1, который встречается в основном в ЦНС. Замедление ЦОГ-3 приводит к снижению синтеза простагландина Е2 (PGE2). В результате блокирования синтеза PGЕ2 в ЦНС снижается чувствительность ноцицепторов (то есть периферических болевых рецепторов) к медиаторам боли, что также означает снижение возбудимости этих рецепторов и, таким образом, достигается обезболивающий эффект. Независимо от ингибирования синтеза PGE2 в продуцировании анальгетического эффекта метамизола участвуют другие механизмы. Скорее всего, задействована каннабиноидная система, играющая важную роль в регуляции болевых ощущений. Рогош и др. (2012) определили, что арахидоноиламиды активных метаболитов метамизола, то есть MAA и AA, являются агонистами каннабиноидных рецепторов типа 1 (СВ1), которые также являются рецепторами, включенными в нисходящую антиноцицептивную систему. Хорошо известно, что активация СВ1-рецепторов снижает ГАМКергическую передачу в периакведуктальном сером веществе (ПАГ), что растормаживает активирующие нейроны (преимущественно глутаминергические) и инициирует антиноцицепцию вследствие активации нисходящего пути (Rutkowska and Jamontt 2005). Вклад каннабиноидной системы в обезболивающий механизм метамизола также подразумевался Escobar et al. (2012), которые доказали, что антиноцицептивный эффект этого агента был снижен микроинъекцией антагониста каннабиноидного рецептора CB1 либо в PAG, либо в ростральный вентромедиальный мозг (RVM).
Третьим механизмом, также вовлеченным в индукцию обезболивающего эффекта метамизола, является активация эндогенной опиоидергической системы. Этот механизм описали Tortorici and Vanegas (2000), которые продемонстрировали, что PAG-микроинъекция с метамизолом индуцирует антиноцицепцию у бодрствующих крыс, а при повторном введении вызывает толерантность к метамизолу и перекрестную толерантность к морфину (PAG является основным местом действия опиоидных рецепторов). Более того, эти исследователи указывают, что, поскольку эффекты метамизола, введенного микроинъекцией PAG, ослабляются микроинъекцией налоксона (то есть антагониста опиоидных рецепторов) в то же самое место, эти эффекты должны быть связаны с локальными эндогенными опиоидами. Их вывод подтверждается другими исследователями, например Vazquez et al. (2005), которые обнаружили, что введение налоксона в ПАГ крыс устраняло антиноцицептивный эффект систематически вводимого метамизола, что позволяет предположить, что этот эффект опосредован опиоидергической системой
Хотя в течение многих лет метамизол классифицировали как НПВП, сегодня считается, что препарат оказывает лишь очень слабое противовоспалительное действие (Campos et al., 1999, Botting, 2000, Chandrasekharan et al., 2002, Rogosch et al., 2012), что, скорее всего, является следствием того, что он является слабым ингибитором ЦОГ-1 и ЦОГ-2 (Botting 2000). Несомненно, препарат сильнее ингибирует ЦОГ-3(Chandrasekharan et al., 2002). Хотя было показано, что метамизол ингибирует как ЦОГ-1, так и ЦОГ-2 (Campos et al., 1999, Hinz et al., 2007, Pierre et al., 2007), неясно, является ли этот эффект клинически значимым, поскольку нам не хватает существенной совокупности доказательств, свидетельствующих, что это лекарство может вызывать значительный противовоспалительный эффект. Возможно, что слабый периферический противовоспалительный эффект препарата в сочетании с сильным ингибированием центрально расположенной ЦОГ-3 связаны с высокой активностью FAAH в ЦНС. Этот вывод предполагает особенно интенсивное превращение метамизола в активные метаболиты в ЦНС. Механизмы, участвующие в жаропонижающем действии НПВП, обычно связывают с их способностью блокировать синтез PGE2 путем ингибирования ЦОГ-1.

## Показания
Метамизол применяют преимущественно при болях различной этиологии, спастических состояниях, особенно в желудочно-кишечном тракте, и при лихорадке, устойчивой к другим методам лечения. Совместное введение морфина и метамизола вызывает супераддитивный антиноцицептивный эффект.
Благодаря своему сильному обезболивающему и расслабляющему действию метамизол часто назначают при лечении спастических состояний, включая колики, поражающие желудочно-кишечный тракт, желчевыводящие пути или мочевыводящие пути. Анальгезирующие и спазмолитические свойства метамизола делают его препаратом выбора при лечении колик.
Метамизол, вводимый внутривенно, эффективен для острого лечения эпизодической головной боли напряжения. Кроме того, метамизол находит применение при лечении болей, связанных с новообразованиями.
Несмотря на жаропонижающие свойства, метамизол не является препаратом выбора при лечении лихорадки, но применим в случаях лихорадки, устойчивой к другим методам лечения

## Противопоказания
По сравнению с опиоидными анальгетиками или НПВП противопоказаний для применения метамизола у людей и животных немного. Из-за возможного гематотоксического действия препарат противопоказан пациентам с наличием дискразии крови в анамнезе.
Вопрос о том, безопасен ли метамизол для беременных, остается неясным. Исследование, проведенное Bar-Oz et al. (2005) и Silva Dal Pizzol et al. (2009) предполагает, что применение метамизола беременными женщинами не вызывало пороков развития плода, врожденных аномалий, внутриутробной смерти, преждевременных родов или низкой массы тела при рождении, что может указывать на безопасность метамизола для беременных женщин. Тем не менее, категория беременности метамизола — С (первый и второй триместр) и D (третий триместр) (Nikolowa et al., 2012), то есть препарат можно назначать беременным только в исключительных случаях и под наблюдением врача. Производитель препарата, содержащего метамизол натрия и зарегистрированного в Польше (Пиралгин), заявляет, что беременность и период лактации являются противопоказаниями к применению этого препарата.
В отношении животных ситуация иная, поскольку производитель препарата метамизола натрия (Биоветалгин), зарегистрированного для применения у многих видов животных, разрешает его применение беременным и кормящим животным.
Считается, что метамизол не имеет противопоказаний или ограничений, обычно наблюдаемых при применении НПВП (Edwards et al., 2001, Baumgartner et al., 2009, Imagawa et al., 2011), что, скорее всего, связано с тем, что, в отличие от большинства НПВП, препарат является очень слабым ингибитором ЦОГ-1. Например, допустимо назначать метамизол пациентам с язвами желудка, которые являются противопоказанием к применению НПВП.

## Побочные эффекты
1. Со стороны мочевыделительной системы:
  - нарушение функции почек,
  - олигурия,
  - анурия,
  - протеинурия,
  - интерстициальный нефрит,
  - окрашивание мочи в красный цвет.
2. Аллергические реакции:
  - крапивница (в том числе на конъюнктиве и слизистых оболочках носоглотки),
  - ангионевротический отёк,
  - в редких случаях:
    - злокачественная экссудативная эритема (синдром Стивенса-Джонсона),
    - токсический эпидермальный некролиз (синдром Лайелла),
    - бронхоспастический синдром,
    - анафилактический шок.
3. Со стороны органов кроветворения:
  - агранулоцитоз,
  - лейкопения,
  - тромбоцитопения.
4. Прочие:
  - гипотензия (снижение артериального давления)
5. Местные реакции:
  - при внутримышечном введении возможны инфильтраты в месте введения с последующим образованием абсцесса при отсутствии лечения или ослабленном состоянии защитных систем организма.

### Передозировка

#### Симптомы
Тошнота, рвота, гастралгия, олигурия, гипотермия, гипотензия, тахикардия, одышка, шум в ушах, сонливость, бред, нарушение сознания, острый агранулоцитоз, геморрагический синдром, острая почечная и/или печёночная недостаточность, судороги, паралич дыхательной мускулатуры.

#### Лечение передозировки
Промывание желудка, солевые слабительные, активированный уголь; проведение форсированного диуреза, гемодиализ, при развитии судорожного синдрома — внутривенное введение противосудорожных препаратов (в частности, диазепама) и быстродействующих барбитуратов.

## Особые указания
При лечении детей до 5 лет и больных, получающих цитостатические лекарственные средства, приём метамизола натрия должен проводиться только под наблюдением врача. Непереносимость встречается весьма редко, однако угроза развития анафилактического шока после внутривенного введения препарата относительно выше, чем после приёма препарата внутрь. У больных атопической бронхиальной астмой и поллинозами имеется повышенный риск развития аллергических реакций. На фоне приёма метамизола натрия возможно развитие агранулоцитоза, в связи с чем при выявлении немотивированного подъёма температуры, озноба, болей в горле, затруднённого глотания, стоматита, а также при развитии явлений вагинита или проктита необходима немедленная отмена препарата. При длительном применении необходимо контролировать картину периферической крови. Недопустимо использование для снятия острых болей в животе (до выяснения причины). Для внутримышечного введения необходимо использовать длинную иглу. Возможно окрашивание мочи в красный цвет за счёт выделения метаболита (значения не имеет).

## Взаимодействие
Из-за высокой вероятности развития фармацевтической несовместимости нельзя смешивать с другими лекарственными средствами в одном шприце. Усиливает эффекты этанола. Рентгеноконтрастные лекарственные средства, коллоидные кровезаменители и пенициллин не должны применяться во время лечения метамизолом. При одновременном назначении циклоспорина снижается концентрация последнего в крови. Метамизол, вытесняя из связи с белком пероральные гипогликемические лекарственные средства, непрямые антикоагулянты, ГКС и индометацин, увеличивает их активность. Фенилбутазон, барбитураты и др. гепатоиндукторы при одновременном назначении уменьшают эффективность метамизола. Одновременное назначение с др. ненаркотическими анальгетиками, трициклическими антидепрессантами, контрацептивными гормональными лекарственными средствами и аллопуринолом может привести к усилению токсичности. Седативные и анксиолитические ЛС (транквилизаторы) усиливают анальгезирующее действие метамизола. Тиамазол и цитостатики повышают риск развития лейкопении. Эффект усиливают кодеин, блокаторы H2-гистаминовых рецепторов и пропранолол (замедляет инактивацию). Миелотоксические лекарственные средства усиливают проявления гематотоксичности препарата.

## Химические свойства
Вступает в реакцию с гидроперитом в измельчённом состоянии с выделением едкого белого дыма (гидросульфид метиламмония), вследствие чего используется как эффектный химический фокус. Также вступает в реакцию, в измельчённом виде, с раствором перманганата калия в кислой среде, обесцвечивая его, за счёт сульфит ионов.

## Документы
- Голубева, В. Ю. Инструкция по медицинскому применению лекарственного препарата Анальгин : ЛП-004375-120717 / ОФО «Ивановская фармацевтическая фабрика». — Министерство здравоохранения Российской Федерации, 2017. — 12 июля. — 11 с.
- Реестровая запись ФС-001917 : Анальгин // Государственный реестр лекарственных средств. — Минздрав РФ, 2019. — 22 июля.
- Регистрационное удостоверение ЛП-004375 : Анальгин // Государственный реестр лекарственных средств. — Минздрав РФ, 2017. — 12 июля.